# أليساندرو ماروتا
أليساندرو ماروتا (بالإيطالية: Alessandro Marotta)‏ (15 يوليو 1986 بنابولي في إيطاليا - ) هو لاعب كرة قدم إيطالي في مركز الهجوم. شارك مع منتخب إيطاليا تحت 18 سنة لكرة القدم. أما مع النوادي، فقد لعب مع نادي باري ونادي بينيفينتو ونادي ترنانا ونادي سبيزيا ونادي كريمونيسي ونادي لوكيزي وScafatese Calcio 1922 ‏ وASD Nuova Igea Virtus ‏ وASD Sporting Terni ‏ وASD Martina Calcio 1947 ‏ وأولبيا كالسيو 1905 ونادي غوبيو وAS Fortis Spoleto FC ‏ ونادي غروسيتو.